# ميلياك سور بينيز
ميلياك سور بينيز (بالفرنسية: Mailhac-sur-Benaize)‏ هي بلدية في مقاطعة فيين العليا في منطقة أقطانية الجديدة غرب وسط فرنسا.